# Herb Gambii

Herb Gambii

Flaga prezydenta Gambii: na granatowym tle znajduje się herb państwa

Herb Gambii jest używany od 18 listopada 1964. 
W tarczy błękitnej ze srebrną i zieloną bordiurą skrzyżowane ukośnie złote topór i motyka. W klejnocie zielone liście olejowca. Hełm zwrócony w prawo (heraldycznie), labry błękitne, podbite złotem. Tarczę podtrzymują dwa lwy barwy brązowej, trzymające opuszczone w dół złote motykę i topór. Poniżej na srebrnej wstędze, dewiza Gambii Progress, Peace, Prosperity (ang postęp, pokój, dobrobyt)
Lwy symbolizują historię Gambii jako kolonii Wielkiej Brytanii. Motyka i topór symbolizują ważność rolnictwa dla kraju oraz dwie główne grupy etniczne kraju: Mandinka i Fulanów.